# 三毛猫ホームズの最後の審判
『三毛猫ホームズの最後の審判』（みけねこホームズのさいごのしんぱん）は、日本の小説家赤川次郎によって2000年に発表された三毛猫ホームズシリーズの長編推理小説である。

## あらすじ
2000年の1月1日にこの世の終わりが来る。晴美の友人の桜井恵利は晴美にこう言った。そして、一緒にあの世へ行こうと晴美を道連れに自爆しようとするが、恵利には友人を殺すことができず、直前になって逃げ出して一人で自爆してしまう。片山（ホームズ）と「教祖様」の対決が始まる。

## 主な登場人物
- 片山義太郎 - 警視庁捜査一課のダメ刑事
- 片山晴美 - 義太郎の妹
- 石津刑事 - 晴美に恋をする猫嫌いの刑事
- ホームズ - 三毛猫

## 書誌情報
- 『三毛猫ホームズの最後の審判』（光文社カッパノベルス、2000年1月） ISBN 978-4-334-07370-1
- 『三毛猫ホームズの最後の審判』（光文社光文社文庫、2003年4月） ISBN 978-4-334-73468-8
- 『三毛猫ホームズの最後の審判』（角川書店角川文庫、2013年05月21日） ISBN 978-4-04-100832-4